# Lene Cecilia Sparrok
Lene Cecilia Sparrok, née le 6 octobre 1997 à Namsskogan (comté de Nord-Trøndelag), en Norvège, est une actrice norvégienne same, dont le véritable métier consiste en l'élevage de rennes.

## Filmographie

### Au cinéma
- 2016 : Sameblod (Sami Blood) : Elle Marja

## Récompenses et distinctions
- 2016 : Festival international du film de Tokyo : prix de la meilleure actrice pour Sameblod